# Platypalpus papillatus
Platypalpus papillatus är en tvåvingeart som beskrevs av Collin 1933. Platypalpus papillatus ingår i släktet Platypalpus och familjen puckeldansflugor. Inga underarter finns listade i Catalogue of Life.